# Juventus Organizzazione Sportiva Anonima
La Juventus – Organizzazione Sportiva S.A., anche denominata Juventus Organizzazione Sportiva Anonima e abbreviata in Juventus O.S.A., fu una azienda polisportiva italiana di capitali con sede a Torino, attiva in modo indipendente per un ventennio dal 1923 al 1943, anno in cui venne fusa con altre società locali per costituire la Compagnia Industriale Sportiva Italia (CISITALIA). Nacque in seno al Foot-Ball Club Juventus, il quale ne divenne poi la sezione calcistica operando, dopo la fusione e una successiva ristrutturazione, come una sussidiaria della CISITALIA durante la seconda guerra mondiale; dopodiché sarà definitivamente chiusa, nel 1949, nell'ambito del processo di liquidazione della società madre.
Costituita da capitale interamente privato ad azionariato diffuso, si distinse in ambito sportivo riuscendo a vincere diverse competizioni a livello federale nel calcio e nel tennis per squadre, oltreché nel settore industriale in virtù della qualità delle moderne strutture sportive a uso polivalente costruite durante il proprio periodo d'attività, quali il Circolo Sportivo Juventus e il campo d'allenamento della squadra di calcio bianconera, divenute tra le più importanti del Paese, e di cui disegno e progettazione fu responsabile.

## Storia

### Le origini
Venne fondata dall'avvocato Edoardo Agnelli, e iscritta presso la cancelleria del Tribunale di Torino, con l'obiettivo di ridare impulso all'attività polisportiva svolta dalla Juventus alla fine del XIX secolo, estendendone il raggio d'azione con l'istituzione di nuove sezioni dedicate a diverse discipline, le prime delle quali furono bocce e tennis, da affiancare a quella principale del calcio. Costituita come una società anonima a capitale interamente privato ad azionariato diffuso, amministrò sia la più nota squadra calcistica, che venne ristrutturata a livello direzionale e inquadrata nella polisportiva per i successivi venticinque anni, sia il Circolo Sportivo Juventus, un club sociale autonomo che gestì direttamente il resto delle sezioni facenti parte dell'organizzazione.
Durante i primi anni di attività, la Juventus O.S.A. operava all'interno dello stadio di Corso Marsiglia e nel dicembre 1942 la società vantava un capitale sociale di ₤ 1 000 000.

### Dopo la fusione
A seguito della fusione con altre tre aziende torinesi che diede origine alla Manifatture Bosco – Compagnia Industriale Sportiva Italia (CISITALIA), la nuova azienda si trasferì nel 1943 nell'allora Corso IV Novembre. In tale sede l'imprenditore scurzolenghese Piero Dusio, al tempo presidente della Juventus O.S.A., decise di rafforzare la società avviando la costruzione di nuovi spazi dedicati allo sviluppo dell'attività polisportiva, tra i quali un moderno campo di allenamento per la squadra di calcio, e che sarebbe diventato il primo scenario tennistico nel Paese, oltreché strutture a uso delle sezioni di disco su ghiaccio e nuoto, inaugurate tra il 1940 e il 1941 durante la precedente gestione condotta dal conte Emilio de la Forest de Divonne; tutte racchiuse all'interno di quello che sarebbe stato ritenuto a posteriori il maggior complesso sportivo della città sabauda. Organizzò anche diversi eventi a livello nazionale e internazionale e promosse la pratica di altre discipline quali la pallacanestro, la pallanuoto e il pattinaggio su ghiaccio.

### Declino
Dopo la seconda guerra mondiale avvenne il declino della polisportiva; ciò a causa degli impegni dell'allora presidente Dusio con la sua fabbrica automobilistica, di cui la Juventus O.S.A. ne era una sussidiaria. Una situazione aggravata dalla crisi che colpì l'economia italiana a partire dal 1947, portando alla liquidazione avvenuta nel febbraio 1949. Le due sezioni sopravvissute allo scioglimento della società, nonché quelle di maggior successo — calcio e tennis —, vennero quindi separate: quella calcistica, dopo aver cambiato denominazione per rebranding in Juventus Football Club nel 1945, acquisì dimensione aziendale sotto forma di una società a responsabilità limitata nell'agosto 1949, essendo gestita da allora, sia in modo diretto sia indiretto, da diversi membri della dinastia industriale degli Agnelli e avrà la propria sede amministrativa nei pressi di piazza San Carlo, dove sarà anche ricostituito il Circolo; mentre, un mese prima, la sezione tennistica era stata ristrutturata per divenire un'organizzazione sportiva indipendente sotto la denominazione di Sporting Club attraverso l'intervento della Società Iniziative Sportive (S.I.S.), un'associazione di sportivi torinesi presieduta dall'allora imprenditore e dirigente sportivo Ferruccio Novo, fino al 1966, anno in cui venne fusa al Circolo «La Stampa» dando vita al nuovo Circolo della Stampa – Sporting.

## Presidenti
- 1923-1935:  Edoardo Agnelli
- 1935-1936:  Enrico Craveri e Giovanni Mazzonis
- 1936-1941:  Emilio de la Forest de Divonne
- 1941-1943:  Piero Dusio

## Sezioni sportive
| Sport              | Sezione                                 |
| Calcio             | Foot-Ball Club Juventus (1923-1947)     |
| Tennis             | Tennis Club Juventus (1923-1949)        |
| Hockey su ghiaccio | Hockey su ghiaccio Juventus (1940-1945) |
| Nuoto              | Nuoto Juventus (1941-1946)              |
| Bocce              | Circolo Bocciofilo Juventus (1930-1946) |

### Libri
- Bruno Perucca e Gianni Romeo, La storia della Juventus, a cura di Bruno Colombero, vol. 1, Firenze, La Casa dello Sport, 1986.
- Renato Tavella, Nasce un mito: Juventus!, Ariccia, Newton & Compton, 2005  [2004], ISBN 88-541-0270-9.
- Renato Tavella, Franco Ossola, Il Romanzo della Grande Juventus, Roma, Newton & Compton, 2003  [1997], ISBN 88-8289-900-4.

### Pubblicazioni varie
- Renato Dalssarina (a cura di), L'Agendina del Calcio 1933-1934 (PDF), Milano, Stab. tip. de La Gazzetta dello Sport, 1933.
- Piero Molino, Realizzazioni Torinesi. Sta sorgendo il quartiere dello sport (PDF), in Torino. Rassegna mensile della città, vol. 21, n. 1, Segreteria Generale del Comune di Torino, gennaio 1941 (archiviato dall'url originale il 1º luglio 2015).